# Lee Hae-in (actriz)
Lee Ji-young (Hangul: 이지영), más conocida por su nombre artístico Lee Hae-in es una actriz y cantante surcoreana. Exmiembro del grupo surcoreano Gangkiz.

## Filmografía

### Serie de televisión
| Año  | Título                | Rol                    | Red  |
| ---- | --------------------- | ---------------------- | ---- |
| 2007 | H.I.T                 | MBC                    |      |
| 2010 | Golden Fish           | Seo Joo-hee            | MBC  |
| 2011 | Welcome to the Show   | asistente del director | SBS  |
| 2011 | Vampire Idol          | KBS1                   |      |
| 2012 | Five Fingers          | Jung So-yeol           | SBS  |
| 2013 | A Tale of Two Sisters | Lee Ye-rin             | KBS1 |
| 2014 | Inspiring Generation  | Seon Woo-jin           | KBS2 |
| 2015 | The Three Witches     | Moon Hee-jae           | SBS  |
| 2017 | My Secret Romance     | Jang Eun-bi            | OCN  |